# Fairey Swordfish
Фэри Суордфиш (англ. Swordfish — «меч-рыба») — британский торпедоносец-бомбардировщик, состоял на вооружении Авиации Королевского военно-морского флота во время Второй мировой войны. Широко известен под прозвищем «Авоська» (англ. Stringbag). Несмотря на то, что к 1939 году самолёт морально устарел, он имел определённые преимущества в качестве палубного торпедоносца и был снят с вооружения лишь в 1945 году.
Самые известные эпизоды с участием «Фэри Суордфиш» — атака Таранто (ноябрь 1940) и потопление немецкого линкора «Бисмарк» (май 1941).

## Разработка и описание конструкции
«Суордфиш» был создан на основе разработанного в частном порядке фирмой «Фэри» корабельного самолёта-разведчика/корректировщика огня TSR I. После выдачи Министерством Авиации спецификации S.15/33 на создание торпедоносца-бомбардировщика/разведчика/корректировщика огня под руководством Марселя Лобелля проект самолёта был доработан. Этот самолёт, ставший прототипом «Суордфиша», получил обозначение TSR II (англ. Torpedo-Spotter-Reconnaissance — торпедоносец-корректировщик огня-разведчик). Первый полёт прототипа состоялся 17 апреля 1934 г. Самолёт представлял собой биплан с металлическим силовым каркасом, обтянутым полотняной обшивкой. Для экономии места при базировании на авианосце крылья складывались. Экипаж располагался в двух открытых кабинах: пилот в передней и ещё один или два члена экипажа — в задней. Шасси — традиционной схемы с хвостовым колесом или, в варианте гидросамолёта, два поплавка.
Самолёт был принят на вооружение Воздушным Крылом Флота (тогда части ВВС Великобритании) под обозначением Swordfish Mark I, первые машины начали поступать в строевые части в июне 1936 года, где заменили устаревшие Фэри Сил и Блэкбёрн Баффин.

## Модификации
Суордфиш Мк I992 самолёта. Первая серийная модель.
Суордфиш Мк Iв варианте катапультного поплавкового гидросамолёта.
Суордфиш Мк II1080 самолётов. Обшивка нижней поверхности крыла заменена металлической для защиты от струи газов стартующих неуправляемых ракет RP-3. Многие самолёты были оснащены противолодочной РЛС ASV Mark II. 1943 г.
Суордфиш Мк III320 самолётов. Модификация самолёта с более мощным двигателем Bristol Pegasus XXX, оснащённая сантиметровой РЛС ASV Mk.X, Из-за размещения между стоек шасси обтекателя антенны РЛС, несение торпеды стало невозможным. 1943 г.
Суордфиш Мк IV110 самолётов. Переделаны по заказу Королевских военно-воздушных сил Канады из «Суордфиш Мк II». Оснащены закрытой кабиной с подогревом для использования в полярных условиях. Производство завершено в 1944 году.

## Боевое применение
«Суордфиш», имевший архаичную конструкцию с полотняной обшивкой, открытой кабиной и не убирающимся шасси, устарел уже ко времени принятия его на вооружение, но оставался единственным торпедоносцем на вооружении Воздушного Крыла Военно-морских сил Великобритании к моменту начала Второй мировой войны. «Суордфиши» имелись на вооружении 13 эскадрилий, 12 из которых базировались на авианосцах «Арк Ройял», «Корейджес», «Глориес», «Фьюриес» и «Игл».
11 апреля 1940 года «Суордфиши» с «Фьюриеса» совершили первую во Второй мировой войне авиаторпедную атаку на немецкие эсминцы в Тронхейме, а спустя два дня, 13 апреля, «Суордфиш», запущенный с «Уорспайта», добился первой победы, потопив около Нарвика подводную лодку U-64. При эвакуации Нарвикского плацдарма 8 июня 1940 года германскими линейными крейсерами «Шарнхорст» и «Гнейзенау» был потоплен «Глориес», вместе с которым погибло два дивизиона «Суордфишей».
«Суордфиши» Берегового Командования использовались для постановки мин и налётов на оккупированные порты в Ла-Манше.
После вступления Италии в войну «Суордфиши» приняли активное участие в долгой и упорной борьбе за контроль над Средиземным морем. 22 июня 1940 года на Мальту прибыло 24 «Суордфиша», которые использовались против итальянских конвоев, снабжавших войска в Северной Африке. Здесь же действовали «Суордфиши» с «Арк Ройяла» и «Игла». В августе 1940 года к ним добавились 36 «Суордфишей» на борту нового авианосца «Илластриес», которые 11 ноября нанесли ночной удар по итальянскому флоту, стоявшему на якорной стоянке в бухте Таранто. Этот налёт, в ходе которого были сильно повреждены 3 линкора (два из которых — «Литторио» и «Конте ди Кавур» — были затоплены и сели на грунт), 2 крейсера и 2 эсминца, полностью и бесповоротно изменил обстановку в Средиземноморье и позволил флоту Великобритании полностью взять инициативу в свои руки до конца войны.
«Суордфиши» активно использовались во время Битвы за Атлантику. Самый известный эпизод — обнаружение и нанесение критического повреждения германскому линкору «Бисмарк» 26 мая 1941 года, который был потоплен надводными кораблями на следующий день. Возможно, низкая скорость «Суордфиша» помогла во время атаки «Бисмарка», прицелы зенитных орудий которого были рассчитаны для стрельбы по современным скоростным самолётам и заставляли взрываться снаряды немецких зенитчиков далеко впереди самолёта. Пилотировал самолёт Джон Моффат (1919—2016).
Последним значительным эпизодом в применении «Суордфишей» в качестве торпедоносца стала безрезультатная попытка 6 самолётов 825-й эскадрильи перехватить немецкие линкоры во время операции «Цербер» 12 февраля 1942 года. Все самолёты были сбиты, даже не успев выйти в атаку на цель.
«Суордфиши» оказались вполне пригодны для роли противолодочного самолёта, для которого не важна высокая скорость, а для использования на эскортных авианосцах пришлись кстати отличные взлётно-посадочные характеристики и низкая скорость сваливания, позволявшие «Суордфишам» взлетать с небольших полётных палуб без разворачивания корабля навстречу ветру. В случае благоприятного ветра «Суордфиши» могли взлетать даже с корабля, стоявшего на якоре. «Суордфишами» было вооружено большинство эскортных авианосцев, охранявших конвои Союзников, в том числе следовавшие в СССР. Противолодочные «Суордфиши» вооружались глубинными бомбами и неуправляемыми ракетами. В конце войны после открытия Второго фронта противолодочные «Суордфиши» действовали с аэродромов в Бельгии и Норвегии до января 1945 года. Всего подразделениями, вооружёнными «Суордфишами», было уничтожено 14 подводных лодок.
Несмотря на свою устаревшую конструкцию и низкие тактико-технические характеристики, «Суордфиш» благополучно пережил предназначенный для его замены «Альбакор» (тоже биплан) и был заменён только пришедшим им обоим на смену монопланом «Барракуда». Последний, 2392-й «Суордфиш» был поставлен в августе 1944 года, последняя боевая эскадрилья «Суордфишей» была расформирована только 21 мая 1945 года, уже после победы над Германией, в тренировочных частях самолёт использовался до лета 1946 года.

## Сохранившиеся самолёты
Неполный список.
Два самолёта, «Суордфиш Mk.I» W5856 и «Swordfish Mk.II» LS326 в лётном состоянии находятся в Royal Navy Historic Flight. Третий самолёт, «Суордфиш Mk.III», NF389 восстанавливается до лётного состояния.
«Суордфиш Mk.III», NF370 выставлен в Даксфордском музее.
«Суордфиш Mk.II», NS122 в Канадском авиакосмическом музее.
«Суордфиш Mk. II», переделанный в «Mk. IV», HS469 выставлен в Ширватерском музее авиации. Он восстановлен до лётного состояния и совершил единственный полёт в 1992 году.
Не восстановленный самолёт HS491 — часть экспозиции Авиационного Музея Мальты, ожидает реставрации.
Летающий «Mk.III», заводской номер F/B 3527A, зарегистрирован под номером C-GEVS и находится в Гатино, в провинции Квебек, Канада.

## Тактико-технические характеристики
Технические характеристики
- Экипаж: 3 человека
- Длина: 10,87 м
- Размах крыла: 13,87 м
- Высота: 3,76 м
- Площадь крыла: 56,39 м²
- Профиль крыла: RAF 28
- Масса пустого: 2360 кг
- Нормальная взлётная масса: 3400 кг
- Максимальная взлётная масса: 4140 кг
- Силовая установка: 1 × Bristol Pegasus IIIM или Bristol Pegasus XXX
- Мощность двигателей: 1 × 750 л. с. (1 × 560 кВт)
- Воздушный винт: трёхлопастный металлический фиксированного шага

Лётные характеристики
- Максимальная скорость: 222 км/ч
- Крейсерская скорость: 207 км/ч
- Боевой радиус: 880 км
- Практический потолок: 3260 м

Вооружение
- Стрелково-пушечное: 1x .303 in (7.7 мм) пулемёт Vickers, 1x .303 in (7.7 мм) пулемёт Lewis или Vickers K в задней кабине
- Неуправляемые ракеты: 8 RP-3 (начиная с Mk II)
- Бомбы: 3 x 227 кг

## Сравнительные характеристики
| Характеристики торпедоносцев начального этапа Второй мировой войны | Характеристики торпедоносцев начального этапа Второй мировой войны | Характеристики торпедоносцев начального этапа Второй мировой войны | Характеристики торпедоносцев начального этапа Второй мировой войны | Характеристики торпедоносцев начального этапа Второй мировой войны |
|                                                                    | TBD-1 «Девастейтор»                                                | TBF-1 «Эвенджер»                                                   | B5N2 «Кейт»                                                        | «Суордфиш» Mk.1                                                    |
| ------------------------------------------------------------------ | ------------------------------------------------------------------ | ------------------------------------------------------------------ | ------------------------------------------------------------------ | ------------------------------------------------------------------ |
| Изображение                                                        |                                                                    |                                                                    |                                                                    |                                                                    |
| Год приятия на вооружение                                          | 1938                                                               | 1942                                                               | 1939                                                               | 1936                                                               |
| Экипаж, человек                                                    | 3                                                                  | 3                                                                  | 3                                                                  | 3                                                                  |
| Длина, мм                                                          | 10 668                                                             | 12 192                                                             | 10 400                                                             | 10 870                                                             |
| Размах крыла, мм                                                   | 15 240                                                             | 16 510                                                             | 15 518                                                             | 13 870                                                             |
| Нормальный взлётный вес, кг                                        | 3803                                                               | 6199                                                               | 3800                                                               | 3400                                                               |
| Максимальный взлётный вес, кг                                      | 4624                                                               | 7 214                                                              | 4 300                                                              | 4 140                                                              |
| Мощность двигателя, л. с.                                          | 900                                                                | 1700                                                               | 1000                                                               | 750                                                                |
| Максимальная скорость, км/ч                                        | 332                                                                | 436                                                                | 378                                                                | 224                                                                |
| Крейсерская скорость, км/ч                                         | 206                                                                | 233                                                                | 259                                                                | 207                                                                |
| Дальность с торпедой, км                                           | 700                                                                | 1955                                                               | 1280                                                               | 880                                                                |
| Курсовой пулемёт                                                   | 1 × 7,62-мм                                                        | 1 × 7,62-мм                                                        | —                                                                  | 1 × 7,69-мм                                                        |
| Оборонительное стрелковое вооружение                               | 1 × 7,62-мм                                                        | 1 × 12,7-мм 1 × 7,62-мм                                            | 1 × 7,62-мм                                                        | 1 × 7,69-мм                                                        |

## Эксплуатанты
- Великобритания
  -  Royal Air Force[5]
    - 8-я, 119-я, 202-я, 209-я, 273-я, 613-я эскадрильи;
    - 3-й (Мальта и Гибралтар) и 4-й (Сингапур) авиаотряды ПВО, 9-й учебный авиаотряд;

  - Royal Navy Fleet Air Arm (до мая 1939 года часть ВВС)
    - эскадрильи №№ 700, 705, 711, 810, 811, 812, 814-825 (817-я в 1945 переведена в Южную Африку), 835, 836, 838;
- Канада
  - ВВС Канады
  - Авиация Королевского Канадского флота
- Австралия
  - ВВС Австралии
    - В 1942 году 6 самолётов числились в 25-й эскадрилье RAAF.[6]
- Нидерланды
  - Королевские ВМС Нидерландов
    - Авиация флота Нидерландов (в составе вооружённых сил Британии)
      - 860-я (голландская) эскадрилья Fleet Air Arm
- Италия
  -  Regia Aeronautica
    - В ВВС Италии числились 3 трофейных "Свордфиша": первый из них P4127 (борт 4F) из 820-й эскадрильи (HMS Ark Royal), был подбит 2 августа 1940 года во время бомбёжки Кальяри, переоснащён двигателем Alfa Romeo 125.[7] Второй, K8422 (HMS Eagle) был сбит 4 сентября 1940 года во время налёта на Родос, а третий, 4A, достался итальянцам после атаки Таранто, 12 ноября того же года.
- Франкистская Испания
  -  ВВС франкистской Испании
    - в разное время были интернированы 2 самолёта: 8 марта 1941 года P4073 из 700-й эскадрильи (HMS Malaya) во время слежения за ЛК "Шарнхорст" исчерпал горючее, экипаж и самолёт спасены испанским лайнером SS Cabo de Buena Esperanza (II) близ Канарских островов, где впоследствии и применялся в составе 54-й эскадрильи.[8][9][10][7]. Второй самолёт, W5843 из 813-й эскадрильи, 30 апреля 1942 года, заблудившись в районе Гибралтара, пошёл на вынужденную посадку в Испанском Марокко.[7]

## Комментарии
1. ↑  По другим данным — 1020 км.